# 2006년 12월
| 2006년: 1월 · 2월 · 3월 · 4월 · 5월 · 6월 · 7월 · 8월 · 9월 · 10월 · 11월 · 12월 |

| <          | 2006년 12월 | 2006년 12월 | 2006년 12월  | 2006년 12월 | 2006년 12월  | >          |
| 일         | 월          | 화          | 수           | 목          | 금           | 토         |
|            |             |             |              |             | 1 10.11 갑자 | 2 12 을축  |
| 3 13 병인  | 4 14 정묘   | 5 15 무진   | 6 16 기사    | 7 17 경오   | 8 18 신미    | 9 19 임신  |
| 10 20 계유 | 11 21 갑술  | 12 22 을해  | 13 23 병자   | 14 24 정축  | 15 25 무인   | 16 26 기묘 |
| 17 27 경진 | 18 28 신사  | 19 29 임오  | 20 11.1 계미 | 21 2 갑신   | 22 3 을유    | 23 4 병술  |
| 24 5 정해  | 25 6 무자   | 26 7 기축   | 27 8 경인    | 28 9 신묘   | 29 10 임진   | 30 11 계사 |
| 31 12 갑오 |             |             |              |             |              |            |

| - 12월 7일 - 김형칠 - 12월 10일 - 피노체트 - 12월 25일 - 제임스 브라운 - 12월 26일 - 제럴드 포드 - 12월 30일 - 사담 후세인 편집하기 |

## 2006년12월 31일
- 러시아의 가스가격 인상안에 벨라루스가 러시아와 합의했다.

## 2006년12월 30일
- 사담 후세인 이라크 전 대통령이 교수형에 처해졌다.
- 지난 26일 중국 다롄 인근에서 침몰한 조선민주주의인민공화국의 화물선 룡월산호의 실종 선원 17명 중 2명의 사체가 발견되었다고 중국 언론이 보도했다.
- 대한민국의 부산광역시 기장군 일광면 용천리 사육장에서 탈출한 반달곰 한마리가 경찰에 의해 사살됐다.

## 2006년12월 27일
- 경원선 일부구간의 선로 전기공급이 끊겨 3시간 동안 수도권 전철 1호선 열차 운행에 차질을 빚었다.

## 2006년12월 26일
- 이라크의 전 대통령 사담 후세인이 이라크 임시정부 법정에서 시아파 주민 학살 혐의로 사형 확정 판결을 받았다.
- 미국의 전 대통령 제럴드 포드가 만 93세로 사망했다.
- 나이지리아 라고스에서 송유관이 폭발하여 수백명이 사망하였다.

## 2006년12월 25일
- 2006년 12월 25일 대한민국 과학기술부와 한국항공우주연구원은 2008년 4월 발사 예정인 러시아의 우주선 소유스 호에 탑승할 한국 첫 우주인 후보 두 명을 선발했다.

## 2006년12월 24일
- 2006년 12월 24일 멜레스 제나위 에티오피아 총리가 소말리아 이슬람 반군 '이슬람법정연맹(ICU)'과의 전쟁에 돌입했다고 공식 발표함으로써 소말리아 내전이 국제전쟁으로 비화되었다.

## 2006년12월 22일
- 민주당 한화갑의원이 대법원에서 '불법 정치자금 수수'로 집행유예 2년, 추징금 10억의 확정 판결을 받아 의원직을 상실하였고, 공동 대표직도 사퇴하였다.

## 2006년12월 21일
- 투르크메니스탄의 대통령 사파르무라트 니야조프가 심장마비로 사망하다.
- 대한민국 국가보훈처는 2007년 이 달의 독립운동가 13명을 선정 발표하였다.
- 충청남도 아산시에서 조류 인플루엔자가 발생하다.
- 행정도시건설추진위원회(위원장 한명숙 총리)는 충남 연기·공주지역에 들어서는 행정중심복합시의 명칭으로 "세종"을 선정했다.
- 노무현 대통령이 민주평통에서 정치 및 안보 현안과 관련하여 발언한 내용에 대해 정치권에서 찬반 논쟁이 벌어지다.

## 2006년12월 20일
- 아르헨티나 해역에서 조업중이던 대한민국 부산 원양어선이 침몰하여 4명이 사망하는 사고가 일어났다.

## 2006년12월 18일
- 육자 회담이 중국 베이징에서 재개되었다.
- 우즈베키스탄이 키르키즈스탄에 수출하는 천연가스의 가격을 1,000 입방미터당 미화 55달러에서 100달러로 올렸다.
- 새 10원화가 통용되기 시작하였다.

## 2006년12월 16일
- 김연아가 러시아 상트페테르부르크에서 열린 국제빙상연맹 피겨스케이팅 시니어 그랑프리 파이널 경기에서 우승했다.
- 타임지가 올해의 인물로 ‘당신(You)’을 선정했다고 발표했다.

## 2006년12월 15일
- 돗토리현에서 다케시마의 날을 추진하다.
- 제15회 아시안 게임이 폐막하였다. 이 대회에서 박태환은 MVP로 뽑혔다.
- 수도권 전철 1호선이 의정부북부(현 가능역)에서 소요산까지 추가 연장개통되었다

## 2006년12월 14일
- 반기문 차기 국제 연합 사무총장이 취임선서식을 가졌다.

## 2006년12월 13일
- 대학수학능력시험 성적이 발표되었다.

## 2006년12월 11일
- 육자 회담을 12월 18일에 베이징에서 개최하기로 중국 외교부가 밝혔다.

## 2006년12월 7일
- 제15회 아시안 게임 승마종합마술 종목에 참가했던 김형칠이 낙마 사고로 사망했다.

## 2006년12월 6일
- 대한민국 친일반민족행위진상규명위원회가 친일반민족행위 106인 명단을 확정하여 발표했다.

## 2006년12월 1일
- 제15회 아시안 게임이 카타르 도하에서 개막하였다.